# Thoisy-la-Berchère
Thoisy-la-Berchère ist eine französische Gemeinde mit 305 Einwohnern (Stand: 1. Januar 2022) im Département Côte-d’Or in der Region Bourgogne-Franche-Comté. Sie gehört zum Arrondissement Montbard und ist Mitglied im Gemeindeverband Communauté de communes de Saulieu-Morvan.

## Geografie

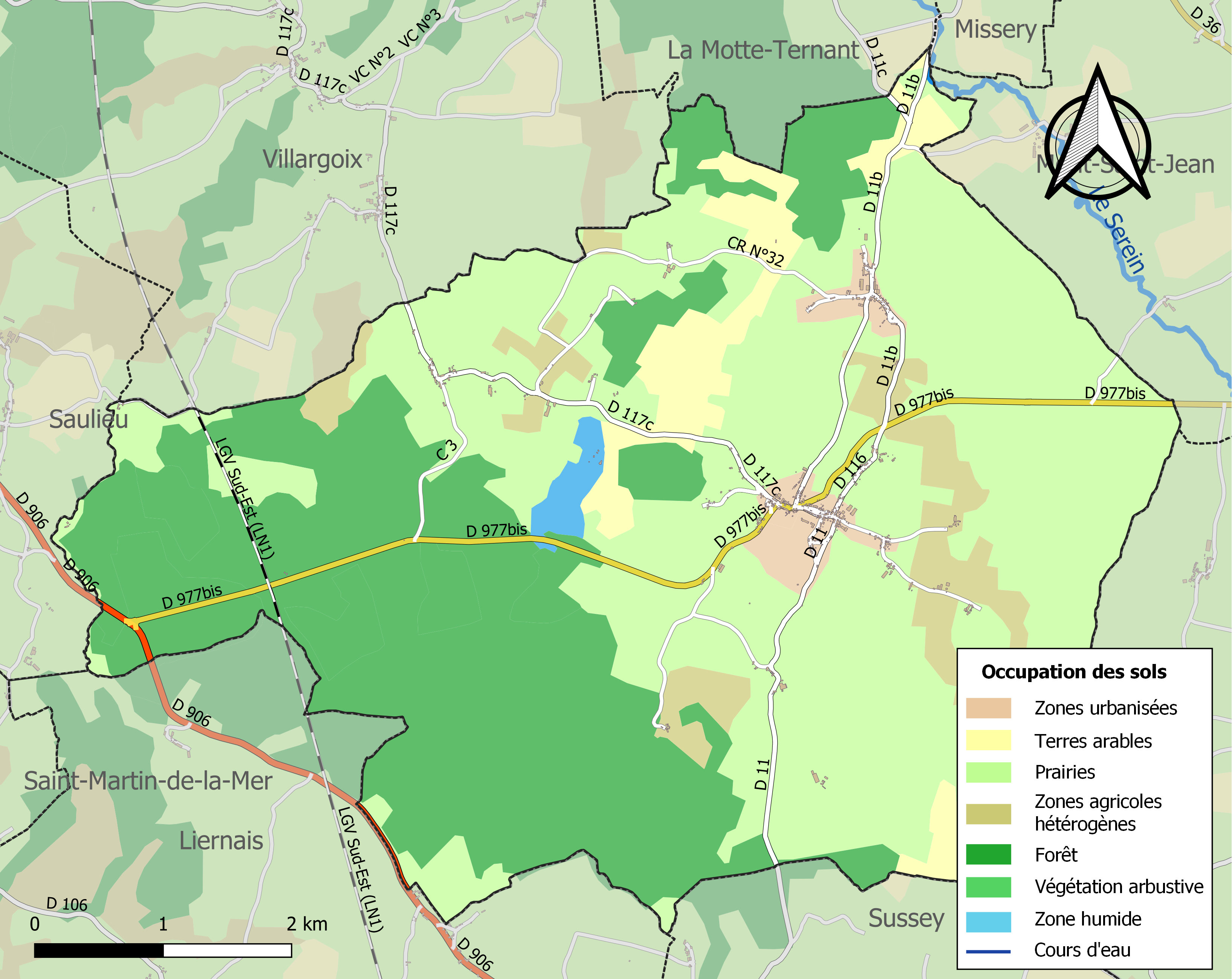
Bodennutzung, Hydrografie und Infrastruktur der Gemeinde (2018)

Thoisy-la-Berchère liegt im Granitmassiv Morvan, etwa neun Kilometer ostsüdöstlich von Saulieu und etwa 53 Kilometer westlich von Dijon. Die Gemeinde befindet sich im Regionalen Naturpark Morvan im Einzugsgebiet der Seine. Ihr Gebiet wird neben verschiedenen kleineren Bächen vom Flüsschen Brazon entwässert, das seine Quelle im aufgestauten Étang de Chénomenne bezieht, den Étang de la Jette durchströmt, bevor es das Gemeindegebiet in nördlicher Richtung verlässt.
Das Gebiet von Thoisy-la-Berchère ist Teil des Natura 2000-Schutzgebiets „Milieux humides, forêts, pelouses et habitats à Chauves-souris du Morvan“ (FR2600987) und von drei ZNIEFF-Naturzonen.  61,7 % der Fläche der Gemeinde werden landwirtschaftlich genutzt (Grünland oder Kulturboden), gut ein Drittel ist bewaldet, vor allem im Südwesten.
Thoisy-la-Berchère grenzt im Nordwesten an Villargoix, im Norden an La Motte-Ternant, im Nordosten an Missery (Berührungspunkt) und Mont-Saint-Jean, im Osten an Marcilly-Ogny, im Südosten an Sussey, im Südwesten an Liernais und im Westen an Saulieu.

## Bevölkerungsentwicklung
| Thoisy-la-Berchère: Einwohnerzahlen von 1793 bis 2020                                                                      | Thoisy-la-Berchère: Einwohnerzahlen von 1793 bis 2020 | Thoisy-la-Berchère: Einwohnerzahlen von 1793 bis 2020 | Thoisy-la-Berchère: Einwohnerzahlen von 1793 bis 2020 | Thoisy-la-Berchère: Einwohnerzahlen von 1793 bis 2020 |
| --- | ----------------------------------------------------- | ----------------------------------------------------- | ----------------------------------------------------- | ----------------------------------------------------- |
| Jahr |                                                       |                                                       |                                                       | Einwohner                                             |
| 1793 | 1793                                                  |                                                       | 1.195                                                 | 1.195                                                 |
| 1800 | 1800                                                  |                                                       | 1.250                                                 | 1.250                                                 |
| 1806 | 1806                                                  |                                                       | 1.157                                                 | 1.157                                                 |
| 1821 | 1821                                                  |                                                       | 1.116                                                 | 1.116                                                 |
| 1836 | 1836                                                  |                                                       | 1.118                                                 | 1.118                                                 |
| 1841 | 1841                                                  |                                                       | 1.110                                                 | 1.110                                                 |
| 1846 | 1846                                                  |                                                       | 1.070                                                 | 1.070                                                 |
| 1851 | 1851                                                  |                                                       | 1.051                                                 | 1.051                                                 |
| 1856 | 1856                                                  |                                                       | 1.002                                                 | 1.002                                                 |
| 1861 | 1861                                                  |                                                       | 919                                                   | 919                                                   |
| 1866 | 1866                                                  |                                                       | 916                                                   | 916                                                   |
| 1872 | 1872                                                  |                                                       | 857                                                   | 857                                                   |
| 1876 | 1876                                                  |                                                       | 901                                                   | 901                                                   |
| 1881 | 1881                                                  |                                                       | 863                                                   | 863                                                   |
| 1886 | 1886                                                  |                                                       | 838                                                   | 838                                                   |
| 1891 | 1891                                                  |                                                       | 802                                                   | 802                                                   |
| 1896 | 1896                                                  |                                                       | 753                                                   | 753                                                   |
| 1901 | 1901                                                  |                                                       | 748                                                   | 748                                                   |
| 1906 | 1906                                                  |                                                       | 769                                                   | 769                                                   |
| 1911 | 1911                                                  |                                                       | 775                                                   | 775                                                   |
| 1921 | 1921                                                  |                                                       | 689                                                   | 689                                                   |
| 1926 | 1926                                                  |                                                       | 641                                                   | 641                                                   |
| 1931 | 1931                                                  |                                                       | 577                                                   | 577                                                   |
| 1936 | 1936                                                  |                                                       | 585                                                   | 585                                                   |
| 1946 | 1946                                                  |                                                       | 558                                                   | 558                                                   |
| 1954 | 1954                                                  |                                                       | 508                                                   | 508                                                   |
| 1962 | 1962                                                  |                                                       | 459                                                   | 459                                                   |
| 1968 | 1968                                                  |                                                       | 434                                                   | 434                                                   |
| 1975 | 1975                                                  |                                                       | 365                                                   | 365                                                   |
| 1982 | 1982                                                  |                                                       | 283                                                   | 283                                                   |
| 1990 | 1990                                                  |                                                       | 253                                                   | 253                                                   |
| 1999 | 1999                                                  |                                                       | 261                                                   | 261                                                   |
| 2006 | 2006                                                  |                                                       | 291                                                   | 291                                                   |
| 2013 | 2013                                                  |                                                       | 319                                                   | 319                                                   |
| 2020 | 2020                                                  |                                                       | 307                                                   | 307                                                   |
| Quelle(n): EHESS/Cassini bis 1999, INSEE ab 2006 Anmerkung(en): Ab 1962 offizielle Zahlen ohne Einwohner mit Zweitwohnsitz |                                                       |                                                       |                                                       |                                                       |

## Sehenswürdigkeiten
- Kirche Saint-Pierre aus der ersten Hälfte des 16. Jahrhunderts, im 18. Jahrhundert umgestaltet, seit 1971 als Monument historique eingeschrieben
- Schloss La Berchère aus dem 15. und 19. Jahrhundert, in Teilen seit 1978 als Monument historique eingeschrieben

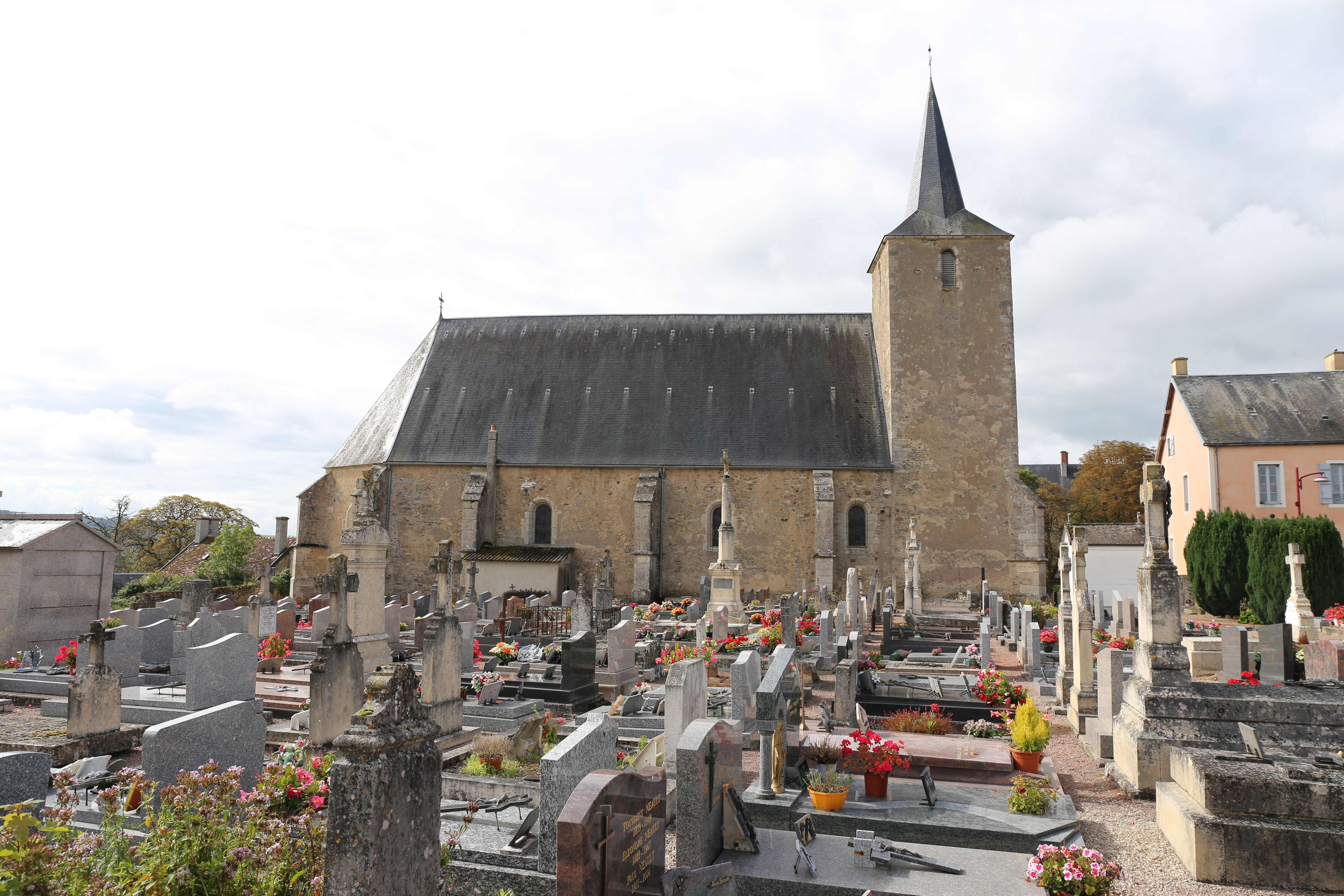
Kirche Saint-Pierre
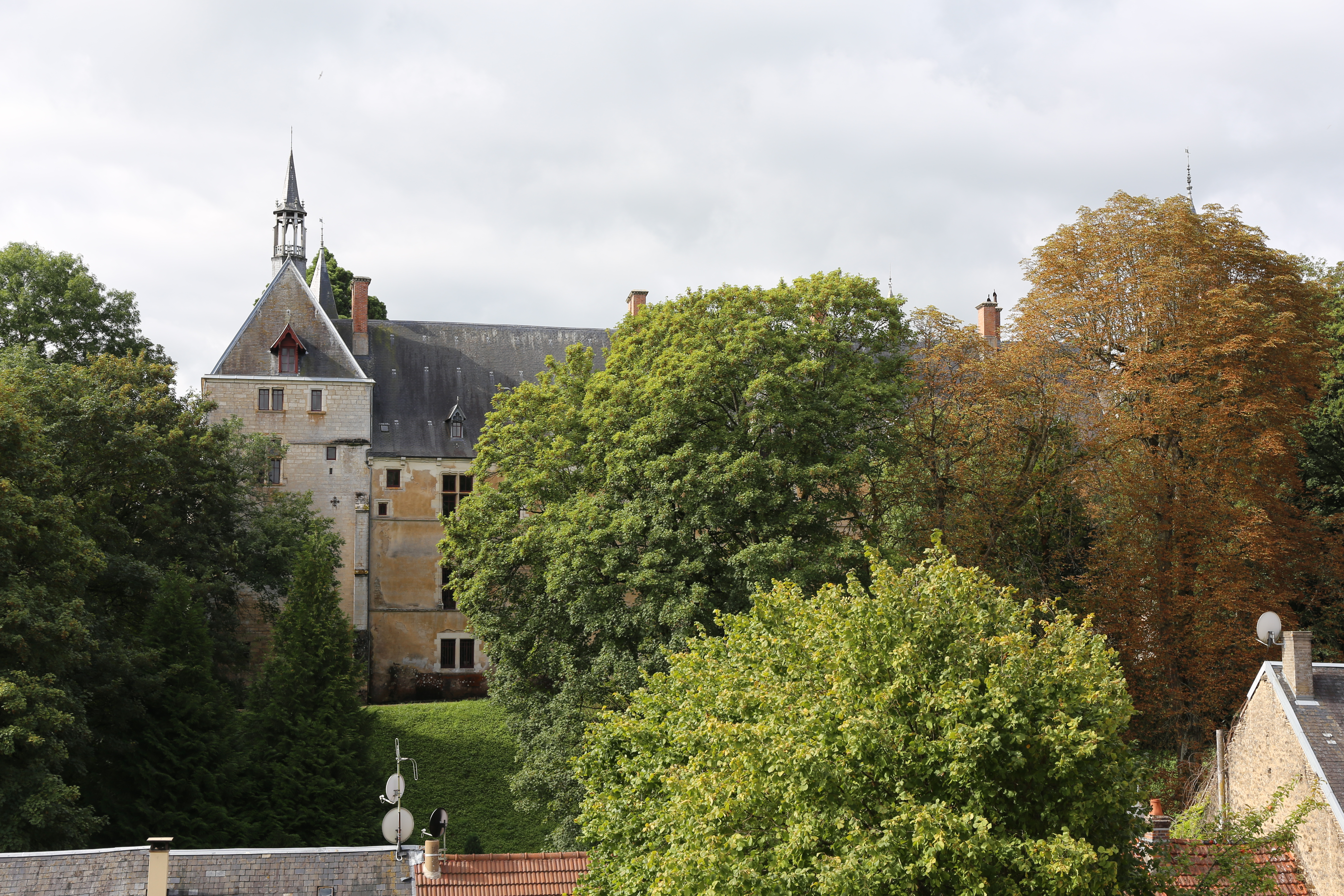
Schloss La Berchère

## Verkehr
Die Departementsstraße 977bis, die ehemalige Route nationale 77bis, durchquert das Gemeindegebiet von West nach Ost und verbindet es mit Saulieu im Westen und mit Pouilly-en-Auxois im Osten.
Busse einer Linie der regionalen Transportgesellschaft bedienen eine Haltestelle in Thoisy-la-Berchère und verbinden die Gemeinde mit Saulieu und Dijon über Pouilly-en-Auxois.

## Persönlichkeiten
- Dominique Stéhelin (1943–2019), Molekularbiologe